# Rutland (Ohio)
Rutland es una villa ubicada en el condado de Meigs en el estado estadounidense de Ohio. En el Censo de 2010 tenía una población de 393 habitantes y una densidad poblacional de 183,48 personas por km².

## Geografía
Rutland se encuentra ubicada en las coordenadas 39°2′28″N 82°7′41″O / 39.04111, -82.12806. Según la Oficina del Censo de los Estados Unidos, Rutland tiene una superficie total de 2.14 km², de la cual 2.14 km² corresponden a tierra firme y (0%) 0 km² es agua.

## Demografía
Según el censo de 2010, había 393 personas residiendo en Rutland. La densidad de población era de 183,48 hab./km². De los 393 habitantes, Rutland estaba compuesto por el 98.73% blancos, el 0% eran afroamericanos, el 0% eran amerindios, el 0% eran asiáticos, el 0% eran isleños del Pacífico, el 0.25% eran de otras razas y el 1.02% pertenecían a dos o más razas. Del total de la población el 1.02% eran hispanos o latinos de cualquier raza.